# 예수 역사인가, 신화인가
《예수 역사인가, 신화인가》는 신약 성서학자 정승우가 쓴 역사적 예수 입문서이다. 저자는 기독교인들이 믿는 신앙의 그리스도가 기독교의 교의에 의해 길들여진 예수, 복음서 저자들이 그들의 그리스도 신앙으로 해석한 예수일 뿐이라고 비판하며, 예수의 참모습을 찾기 위해 1세기 팔레스타인에서 민중들과 함께 하느님 나라라는 새로운 세상을 꿈꾸었던 ‘역사적 예수’를 따를 것을 주문한다. 2005년 1월 15일 책세상 출판사에서 출간되었다.

## 목차
- 책을 쓰게 된 동기
- 들어가는 말
- 제1장 '역사적 예수' 찾기의 어려움
- 제2장 '역사적 예수'를 어떻게 찾을 것인가
- 제3장 예수는 어떤 시대를 살았나
- 제4장 '역사적 예수'는 무엇을 가르쳤나
- 제5장 '역사적 예수'는 무엇을 하였는가
- 제6장 무엇이 예수를 죽였는가
- 맺는 말 - 우리는 왜 역사적 예수를 찾아야 하는가
- 주
- 더 읽어야 할 자료들